# Arnarnessgöng
De Arnarnessgöng is een tunneltje in het noordwesten van IJsland. Een aantal kilometers ten zuiden van Ísafjörður ligt Arnarneshamar, een basaltschacht die tot aan de zee reikt. In 1948 heeft men een 35 meter lange doorgang door deze schacht gegraven, en daarmee IJslands eerste en kortste tunnel.

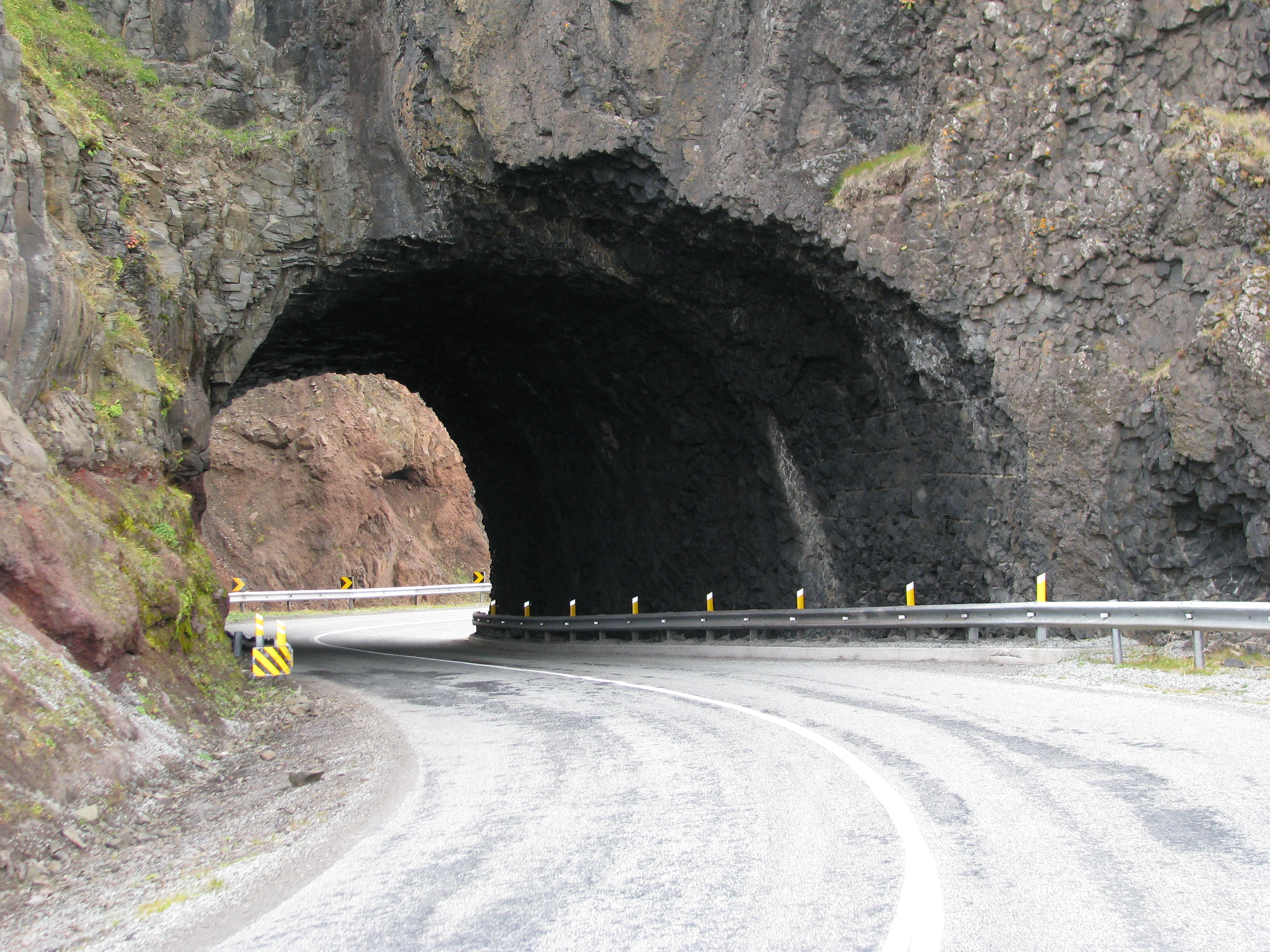
De Arnarnesgöng.

Aan de andere kant van Ísafjörður is deze stad via de Vestfjarðargöng bereikbaar, IJslands langste tunnel.